# Гіропор березовий синіючий
Гіропор березовий синіючий або синяк (Gyroporus cyanescens) — вид базидіомікотових грибів родини Gyroporaceae.

## Будова

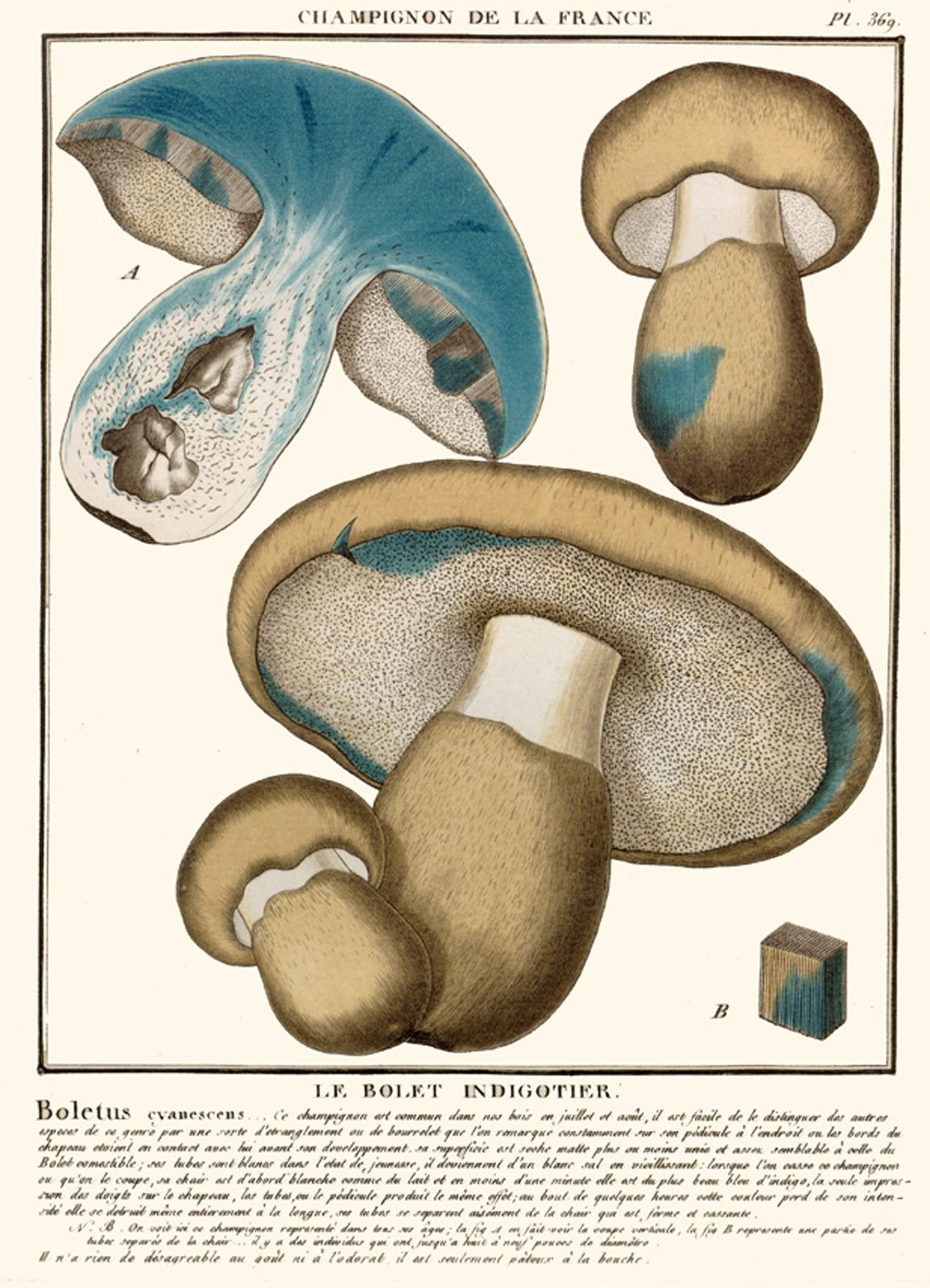
Ілюстрація з оригінального опису

Шапинка 5-10 (15) см у діаметрі, кремова, жовтувата, вохряно-жовта, з віком іноді вохряно-коричнювата, суха, тонковолокниста, лускатоповстиста, від дотику синіє. Шкірка не знімається. Трубчастий шар білий, пізніше жовтуватий. Пори білі, згодом жовтуваті, від дотику синіють. Спори безбарвні, 8-11(14) Х 4,5-6(7) мкм. Спорова маса біла. Ніжка (3)58(12) Х 1-3(4) см, щільна, з віком з порожнинами, вгорі біла, донизу — кольору шапки. М'якуш крихкий, білий або жовтуватий, при розрізуванні на повітрі швидко синіє, з приємним запахом і смаком.

## Поширення
Гіропор синіючий поширений в Азії, Австралії, Північній Америці та Європі. У Китаї відомий з провінції Гуандун і Юньнань. Гриб зустрічається в евкаліптових лісах в Австралії. У Північній Америці гриб широко поширений на схід від Скелястих гір. G. cyanescens var. violaceotinctus повідомлялося з Японії. 
Вважається червонокнижним в деяких країнах.

## Поширення та середовище існування
В Україні росте у листяних і мішаних лісах, переважно під березою, плодові тіла з'являються у червні — жовтні. 

## Практичне використання
Дуже добрий їстівний гриб. Використовують свіжим. Схожий на Gyroporus castaneus (Гіропор каштановий).